# Escape from Babylon to the Kingdom of Zion

Pubblicato nel 2010 è il quarto album di Alborosie,  si tratta di una ristampa di Escape from Babylon con l'aggiunta di quattro tracce: Kingdom of Zion, Steppin' Out (in duetto con David Hinds degli Steel Pulse che cantava proprio la versione originale inclusa nell'album Earth crisis del 1984) , Blue movie Boo e Rub a Dub Style. Sono state invece eliminate due tracce: Operation Uppsala e Likkle Africa
La riedizione ha subito anche una modifica al titolo, diventato Escape from Babylon to the Kingdom of Zion.

## Tracce
1. Kingston Town
2. Money
3. Steppin' out (feat. David Hinds)
4. Global War
5. Kingdom of Zion
6. Humbleness
7. One sound (feat. Gramps Morgan)
8. Dung a Babylon
9. Mama She Don't Like You (feat. I Eye)
10. Blue Movie Boo
11. No Cocaine
12. I rusalem
13. Rub a Dub Style
14. Good Woman
15. I Can't Stand It (feat. Dennis Brown)
16. Promise Land
17. Real Story
18. America